# Santa Terezinha do Tocantins
Santa Terezinha do Tocantins är en kommun i Brasilien.   Den ligger i delstaten Tocantins, i den centrala delen av landet, 1 000 km norr om huvudstaden Brasília. Antalet invånare är 2 471.
Omgivningarna runt Santa Terezinha do Tocantins är huvudsakligen savann. Runt Santa Terezinha do Tocantins är det mycket glesbefolkat, med 7 invånare per kvadratkilometer.